# Tutto parla di te
Tutto parla di te è un film italiano del 2012 diretto da Alina Marazzi.
Girato nel 2012, il film ha partecipato nella categoria CinemaXXI al Festival internazionale del film di Roma 2012, durante il quale la regista Alina Marazzi ha vinto il premio Camera d'oro come regista emergente, mentre Gianfilippo Pedote si è aggiudicato lo stesso premio come miglior produttore.

## Trama
Pauline torna a Torino dopo molto tempo, in cui ha affrontato i problemi della maternità. Ogni mattina incontra Angela, un'amica che dirige un centro maternità. Un giorno incrocia Emma, che non riesce a gestire la responsabilità di un figlio. Proprio Emma e Pauline si faranno conforto l'un l'altra.